# Franz Schramm
Franz Schramm (* 2. April 1887 in Frankfurt am Main; † 28. Februar 1966 in Geisenheim) war Hessischer Kultusminister (CDU)  im Kabinett Geiler von 1946 bis 1947.

## Leben
Nach Abschluss der gymnasialen Schulbildung in Frankfurt folgte ein Studium in Würzburg, Berlin und Marburg. In Würzburg trat er am 24. April 1906 der katholischen Studentenverbindung KDStV Thuringia Würzburg im CV bei und später wurde er noch Mitglied der KDStV Hasso-Nassovia Frankfurt am Main im CV. An seinem letzten Studienort in Marburg promovierte er im Jahre 1911 und legte 1912 das Staatsexamen ab. Zur anschließenden Lehramtsausbildung kam er an die Wöhlerschule in Frankfurt. 
Nach dem Kriegsende 1918 arbeitete er als Studienrat an der Wöhlerschule und erhielt 1923, als damaliger Direktor der Adlerflychtschule in Frankfurt am Main, den Auftrag, die in der damaligen Schulreform vorgesehene neue Schulart „Deutsche Oberschule“ aufzubauen. 1932 wurde Schramm Direktor der Wöhlerschule. Bereits 1933 wurde er, als Vorsitzender des „Katholischen Komitees“ der Weimarer Republik, von den nun regierenden nationalsozialistischen Machthabern angegriffen.
Von seinem ehemaligen Schüler an der Wöhlerschule, dem 1921 geborenen Peter Bloch, wurde Franz Schramm als „Wissenschaftler, Pädagoge und politischer Aktivist“ beschrieben. Er war seit 1916 mit der Jüdin Käte Hirschfeld verheiratet, was laut Bloch „für die Nazis einen zusätzlichen Stein des Anstoßes“ darstellte.
Der Versuch seiner Entlassung aus dem Schuldienst misslang zunächst, so dass er 1936 nur eine Strafversetzung nach Geisenheim am Rhein erhielt. 1937 wurde er schließlich mit 50 Jahren frühzeitig in den Ruhestand versetzt. Er zog daraufhin zurück nach Frankfurt, um Berufstätigen Unterricht für die Aufnahme des Studiums zu erteilen. Bereits kurz nach dem Kriegsende, im Juni 1945, wurde Schramm gebeten, das Schulwesen im Rheingau wiederaufzubauen. Schon am 1. November 1945 wurde er als Leiter der Schulabteilung in das Hessische Kultusministerium berufen und 1946 zum Ministerialdirektor und Leiter des staatlichen Schulamtes ernannt. Von Ostern 1946 bis Januar 1947 amtierte er als Kultusminister in Hessen und unterzeichnete in dieser Funktion die hessische Verfassung vom Dezember 1946. Mit Erlass vom 13. Mai 1946 verbot er jede Art körperlicher Züchtigung in den Schulen. Von 1947 bis zu seiner Pensionierung 1955 war Schramm Oberstudiendirektor der heutigen Rheingauschule in Geisenheim.
Bereits in den Jahren von 1947 bis 1955 war Schramm nebenamtlich als Vorsitzender der Katholischen Aktion im Bistum Limburg tätig. Nun beschäftigte er sich mit der Herausgabe der im Hirschgraben Verlag erscheinenden „Pädagogischen Provinz“, in der Fragen der Erziehung und des Unterrichts behandelt wurden. Er war Kurator der Institute der Max-Planck-Gesellschaft W.G. Kerckhoff-Institut in Bad Nauheim und des Instituts für Biophysik in Frankfurt. Seit 1949 war er Präsident der Longfellow-Gesellschaft in der Steuben-Schurz-Gesellschaft. Gemeinsam mit H. Dietmar initiierte Schramm die Errichtung des Longfellow Denkmals in Geisenheim. Bis zu seinem Tod blieb er Mitglied des Hauptausschusses für Schule und Erziehung der Katholischen Aktion Hessens.
Seit 1933 wohnte Schramm in Geisenheim-Johannisberg im Rheingau-Taunus-Kreis.

## Auszeichnungen, Ehrungen
1952 wurde ihm von Papst Pius XII. das Komturkreuz des Gregoriusordens verliehen. Im gleichen Jahr erhielt er das Große Verdienstkreuz der Bundesrepublik.
1954 erhielt Schramm die Goethe-Plakette des Landes Hessen anlässlich seines 40-jährigen Dienstjubiläums. Einige Jahre später wurde ihm die Ehrenplakette der Stadt Frankfurt am Main verliehen. Nach seinem Tod wurde in Geisenheim eine Straße nach ihm benannt.